# Sparta
 For alternative betydninger, se Sparta (flertydig). (Se også artikler, som begynder med Sparta)
Sparta (græsk Σπάρτη) var en prominent bystat i det antikke Grækenland.
Under antikken var bystaten kendt som Lakedaimon (græsk Λακεδαίμων), mens navnet Sparta refererede til bystatens primære bebyggelse ved flodbredderne af Eurotas i Lakonien som ligger i den sydøstlige del af halvøen Peloponnes.
Omkring år 650 f.Kr. blev Sparta en af de dominerende militære magter i Det antikke Grækenland.

## Historie

### Spartabilledet
Sparta var i klassisk tid den stærkeste statsmagt i Grækenland, kun udfordret af Athen. De to byer kom til at repræsentere modsatrettede tendenser, og efterhånden som Athen blev mere demokratisk og åbnede sig over for verden, lukkede Sparta sig stadig mere om sig selv og holdt stædigt fast i de gamle traditioner. Sparta var et forbillede for Athens antidemokratiske aristokrater, herunder Platon.
Moderne forskere har sammenlignet det 5./4. århundredes Sparta med et militærdiktatur. I det 7. århundrede f.Kr. havde Sparta imidlertid været en verdensåben og blomstrende by, der tiltrak digtere og kunstnere fra hele den græske verden, og Sparta fostrede også sine egne digtere, Tyrtaios og Alkman.
Sparta var en Krigerstat.

### Grundlæggelsen
Byen blev grundlagt i det 11. århundrede f.Kr. af doriske indvandrere i nærheden af det gamle mykenske palads ved Therapne. Den antikke tradition daterer erobringen til 1104 f.Kr. og fortæller, at dorerne blev anført af brødrene Eurysthenes og Prokles, der var tip-tipoldebørn af Herakles, der ifølge myten havde retmæssigt krav på landet.
I løbet af de følgende århundreder lykkedes det byens indbyggere at underlægge sig hele Lakonien, idet de andre småbyer fik status af perioiker ("omkringboende"). Ved siden af disse fandtes der også heloterne, der var en slags kollektive slaver, retsløse livegne, der dyrkede jorden for spartanerne (de var muligvis oprindeligt krigsfanger, af haliskomai "blive fanget"). Fulde rettigheder havde kun Spartas egne borgere, spartiaterne.
Spartas særlige forfatning blev ifølge traditionen indført af lovgiveren Lykurgos. Den bestod i en fordeling af den spartanske jord i 4.500, senere 9.000 lige store jordlodder. Magten blev delt mellem folkeforsamlingen (apella) og et tredivemandsråd (gerusia). Sparta havde desuden to konger, hvis primære funktion var at anføre hæren i krig. Lykurgos skal også have ordnet børneopdragelsen (agōgē), således at alle spartanske drenge blev underkastet en hård og militaristisk disciplin for at blive stærke og tapre soldater. De unge mænd levede isoleret fra samfundet (krypteia) i et eller to år. De voksne mænd spiste sammen i særlige mandeklubber (syssitia eller andreia) og ikke sammen med deres familier.
En spartansk mor vaskede sin nyfødte i vin for at finde ud af, om barnet led af epilepsi. Men barnet skulle også undersøges af medlemmer af gerusia (= ældrerådet). Hvis det virkede sygeligt eller var vanskabt, blev det kastet ud over en brat skrænt ved vejen, der slyngede sig over fjeldene til Messenien – stedet hed apothetai (= lossepladsen). Synet af de små spredte knogler i kløftens bund skulle nok få de overlevende børn til at tænke sig om, før de foretog sig noget, der bragte skam over hjembyen. 

### Arkaisk tid
I det 8. århundrede f. Kr. førte Sparta to krige imod Messenien i det nordvestlige Peloponnes (dateret til (735-715 og 650-620 f.Kr.). Den første krig besynges af digteren Tyrtaios. Den anden var ualmindelig bitter og havde til følge, at Messeniens befolkning blev gjort til heloter.
Kongernes magt blev indskrænket i løbet af det 6. århundrede , fordi eforerne ("opsynsmænd"), der muligvis egentlig var en slags ministre, tiltog sig stadig mere magt.

### Klassisk tid
Sparta havde overkommandoen i perserkrigen i 480/79 f.Kr. Men da Athen udnyttede den fælles sejr over perserne til at udvide sin magt i det ægæiske område og etablere det athenske imperium, var en konflikt mellem de to stater uundgåelig. Den kom endelig med den Peloponnesiske Krig 431-404/3 f.Kr. Sparta vandt krigen, men var ikke i stand til at fastholde førerpositionen i det lange løb. Sparta led et knusende nederlag til Theben i slaget ved Leuktra i 371 f.Kr.

### Hellenistisk tid og kejsertiden
Spartas store problem var, at antallet af fuldgyldige borgere spartiater styrtdykkede i løbet af det 4. århundrede f.Kr. Allerede Aristoteles angiver netop oliganthrōpia ("menneskemangel") som den vigtigste grund til Spartas tab af overherredømmet.
Under kong Agis IV (ca. 262-241 f.Kr.) var antallet af spartiater nede på 700. Han prøvede at modvirke det ved at indføre en mere klassisk lykurgisk forfatning, et arbejde der først fuldførtes under kong Kleomenes III (ca. 235-222 f.Kr.). Jorden blev delt op på ny, og der blev optaget nyere borgere fra perioikerne. Opdragelsessystemet blev ført tilbage til sine strenge rammer. Eforatet, der blev opfattet som efterlykurgisk, blev afskaffet. Disse tiltag var virkningsløse, og Sparta fik aldrig en større politisk betydning igen. Byen blev del af det romerske imperium. De gamle ritualer (kor og sportslege) levede kun videre til ære for turisterne som en slags landskabsmuseum, indtil de blev nedlagt i det 5. århundrede e.Kr. som en konsekvens af de kristne kejseres nedlæggelse af de hedenske institutioner.

## Byen
I modsætning til de fleste andre græske byer havde Sparta i klassisk tid ikke undergået det, man kalder synoikisme, dvs. en koncentration af bebyggelsen på ét sted. I stedet var byen delt i fem landsbyer rundt om en bakketop, der var en akropolis med et tempel for Athene Chalkioikos. Der var heller ikke opført en bymur før i hellenistisk tid; man tilskrev spartanerne det synspunkt, at bymure var for tøsedrenge. Allerede den græske historiker Thukydid spåede i det 5. århundrede f.Kr., at når Sparta er borte, vil ingen ud fra de materielle levn kunne se, hvor mægtig byen havde været.
I middelalderen blev den gamle by, der var ødelagt og plyndret flere gange i folkevandringstiden (bl.a. af goteren Alarik), forladt til fordel for den nye bebyggelse Mistra nordvest for Sparta. Mistra var et vigtigt kulturelt centrum i senbyzantinsk tid. Byen blev erobret af tyrkerne i 1460, og den var fra 1687 til 1715 under venetianerne, hvorefter den vendte tilbage til tyrkerne. Den blev til sidst opgivet til fordel for den moderne by Sparti, der i 1836 blev grundlagt på samme sted som det antikke Sparta.